# Neodiplothele picta
Neodiplothele picta là một loài nhện trong họ Barychelidae. Loài này phân bố ờ Brasil.